# Fraternité spirituelle des Veilleurs
Pour les articles homonymes, voir Les Veilleurs.
La Fraternité spirituelle des Veilleurs est une communauté religieuse de prière fondée en 1923 au sein du protestantisme français par le pasteur Wilfred Monod sous l'appellation initiale de « Tiers-ordre » des Veilleurs.
Le nom de la fraternité fait référence à une parole du Christ à ses disciples dans l'Évangile selon Matthieu, chapitre 26, verset 41 : « Veillez et priez ».
Leur devise est « Joie, simplicité, miséricorde ».

## Histoire

### Vision
Wilfred Monod, fils de pasteur et membre de la famille Monod, marquée par le Réveil protestant, se destine lui-même très tôt au ministère pastoral. Il entre en Faculté de théologie de Montauban en 1888. Dans ses mémoires, il décrit à quel point la découverte de l'ambiance qui y règne est pour lui un choc : il perçoit chez les jeunes étudiants un grand relâchement moral et spirituel.

Wilfred Monod à l'âge de 50 ans - Gravure sur bois de son fils Maximilien Vox.

Sa carrière de pasteur, puis de professeur de théologie, est désormais marquée par le souci de proposer à ses paroissiens, à ses élèves et à ses collègues une discipline de prière et de vie. Groupes de prière et publications donnent corps à cette vision.
Dès avant-guerre, alors pasteur à Paris au temple de l'Oratoire du Louvre, il songe à un projet plus ambitieux. Ainsi dans un exposé de 1913 : « Oh! Je rêve d'un tiers-ordre laïque - pour ainsi dire - destiné à promouvoir et à protéger l'idéal social évangélique dans nos églises ! ». La figure de François d'Assise le fascine, et il voit dans le Tiers-Ordre franciscain un modèle inspirant.
La première guerre mondiale rend ce projet plus pressant : « le sang des soldats tués par millions criait, jour et nuit, comme le sang d'Abel ; il réclamait, il exigeait un christianisme chrétien. »

### Fondation
À l'été 1922, l'un des fils de Wilfred Monod – Théodore, futur célèbre naturaliste et botaniste – lui apporte un projet de règle. Après quelques simplifications, un texte constitutif voit le jour et, le 20 avril 1923, une douzaine de premiers membres s'engage dans le « Tiers-Ordre » des Veilleurs,.
Dès le début, Wilfred Monod tient à mettre « Tiers-Ordre » entre guillemets pour rappeler qu'il ne fait référence à aucun ordre monastique. De même, la figure de François d'Assise fait l'objet d'une certaine discrétion, et lui est préférée celle de Pierre Valdo, plus acceptable dans le monde protestant.
Mais la visée demeure. L'esprit franciscain se retrouve dans les trois mots d'ordres des Veilleurs, qui - selon Monod - reflètent avant tout l'esprit des Béatitudes prononcées par Jésus : « Joie, simplicité, miséricorde ». En cultivant le silence intérieur, en unissant prière et action, en étant « solidaire de toute l’Église et du monde lui-même », il s'agit de « vivre la vie ordinaire d'une façon extraordinaire ».

### Développement

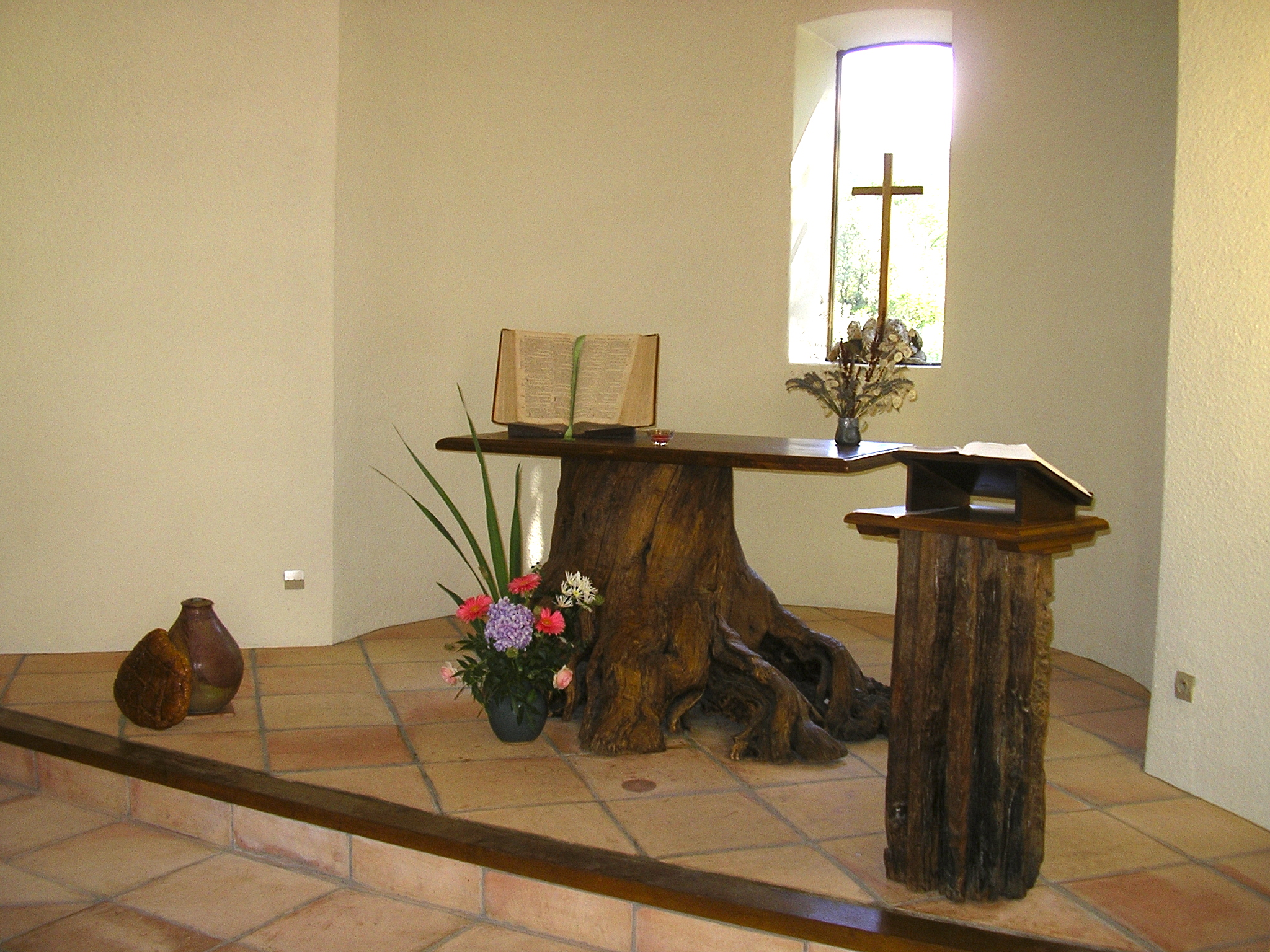
Chapelle du mas des Abeillères.

Wilfred Monod demeure responsable des Veilleurs (« prieur ») jusqu'en 1942, peu avant sa mort. Le pasteur Georges-François Grosjean lui succède, puis en 1974 le pasteur Roger Belmont.

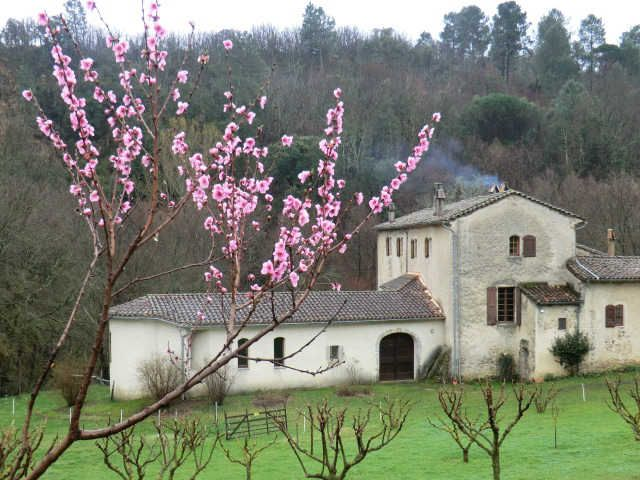
Les mas des Abeillères au printemps.

En 1991, Daniel Bourguet reprend cette charge. Théologien, pasteur, il écrit de nombreux ouvrages marqués par la méditation de la Bible et par la spiritualité des Pères de l'Église. Il développe notamment la notion de « monachisme intériorisé », empruntée au penseur russe Paul Evdokimov,. Porté par une vocation monastique, il vit depuis 2002 en ermite dans les Cévennes, où les Veilleurs animent autour de lui un lieu d'accueil et de retraites spirituelles : le mas des Abeillères,,.
Après un long déclin la Fraternité connaît alors une nouvelle croissance : 200 membres en 2005, 300 en 2007, plus de 400 en 2018.
Les prieurs successifs, tous pasteurs, furent : Wilfred Monod (1923-1942) ; Georges Grosjean (1942-1974) ; Roger Belmont (1974-1982) ; Armand Lopez (1982-1991) ; Daniel Bourguet (1991-2012) ; Claude Caux-Berthoud (2012-2023). Le pasteur Patrick Aublet en est l'actuel prieur, depuis mars 2023.
Le 26 mars 2023, la Fraternité spirituelle des Veilleurs célèbre son centenaire lors d'un culte au temple protestant de l'Oratoire du Louvre,,.

## Engagements des Veilleurs

### Prière quotidienne
Les Veilleurs ne proposent pas de vie communautaire, mais une communion de prière. La Règle des Veilleurs engage à vivre « trois moments pour l'essentiel ». Il s'agit de temps consacrés chaque jour à la prière, en communion avec les autres Veilleurs. Aucun office particulier ni aucune liturgie ne sont imposés. Chaque Veilleur est libre de se servir des manuels, publications ou listes de lectures quotidiennes en usage dans son Église, et d'organiser ce moment selon ce qui lui convient et ce qui lui est possible.
Ce rythme de trois temps de prière quotidiens n'est pas une nouveauté. On en voit des traces dans la prière juive attestée par les écrits de l'Ancien Testament (Daniel 6, v.11, et peut-être Psaume 55, v. 18). La tradition chrétienne l'a repris, et parmi les Réformateurs Jean Calvin le recommande. Pour sa part, Wilfred Monod le réfère à l'Angélus, dont la sonnerie de cloches entendu un soir de 1922 le bouleverse : « quelle indicible puissance de poésie et de solidarité en une pareille oraison, lieuse de personnalités ignorées, inconnues entre elles. »
La Règle précise la nature de ces trois temps de prière :
- Le matin, au lever de préférence : lecture méditée de la Bible, louange et prière.
- Au milieu du jour : élévation, en communion avec les Veilleurs et les membres des autres communautés, dans la récitation - à haute voix si possible - des Béatitudes qui sont le Credo de vie que nous a donné Jésus. On peut le faire intérieurement aussi, n’importe où ; ou en famille, au repas de midi par exemple[23].
- Le soir : regards sur la journée, pardon demandé et reçu, actions de grâce, louange[10].

### Vendredi et dimanche
La méditation de la Passion et de la Résurrection du Christ est recommandée chaque semaine, aux jours évoquant ces événements. La figure du Christ est centrale dans la spiritualité des Veilleurs, et doit provoquer en chacun une conversion spirituelle et sociale. Ainsi :
- « En hommage au Crucifié-Ressuscité, les Veilleurs évoquent, chaque vendredi, dans le recueillement, la Croix du Calvaire, don par excellence de Dieu à l’humanité pour son salut. On peut aussi donner à cet hommage un tour pratique : aide matérielle ou spirituelle, intercessions spéciales, lettre, visite, etc. Certains Veilleurs observeront même un jeûne partiel ou total »[25].
- « Le Veilleur se réjouit le dimanche, car c’est le « jour du Seigneur », le jour de la résurrection et celui où l’Esprit descendit sur les disciples pour en faire les témoins du Ressuscité-Glorifié. À moins d’empêchement réel, il s’associera donc à ses frères pour participer avec eux au culte public »[10].

### Rencontres et retraites
En plus de l'engagement de prière individuel, des rencontres sont recommandées pour que les Veilleurs y approfondissent leur appel, leur vocation, et tissent des liens de communion fraternelle au sein de la Fraternité : 
- Des rencontres prévues localement, le plus souvent à une échelle régionale
- Une rencontre générale annuelle, ouverte à l'ensemble des Veilleurs
- Des retraites spirituelles, le plus souvent proposées à l'échelon régional sur une durée de trois jours; ces retraites en silence donnent une grande place à la méditation des Écritures bibliques, et sont le plus souvent accueillies dans des monastères. Selon Wilfred Monod, « le culte public ne remplace pas le désert, c'est-à-dire la solitude où l'on se retire pour écouter le Dieu qui appelle. »[26]

## Organisation de la Fraternité

### Membres

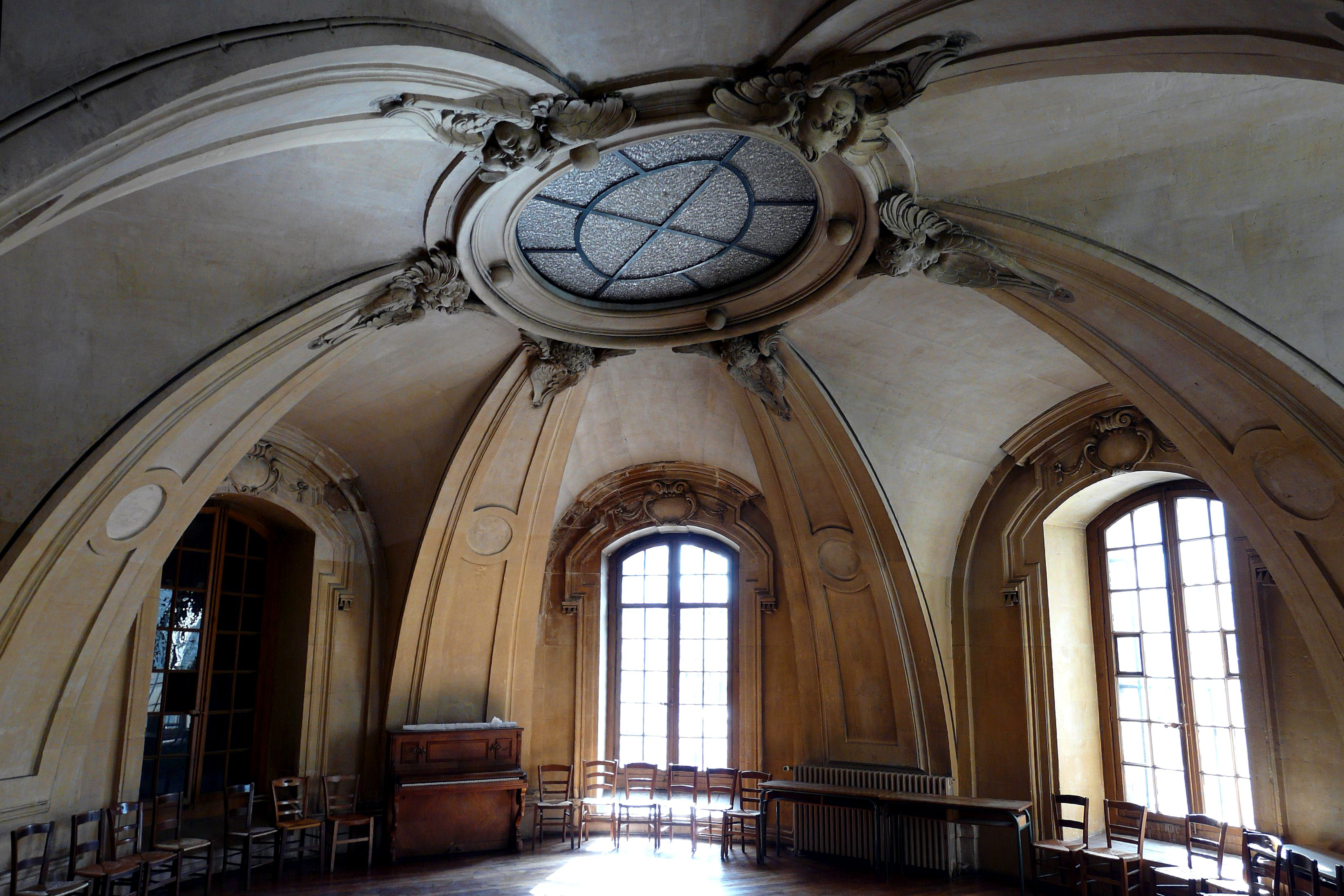
Une salle du temple de l'Oratoire du Louvre, où Wilfred Monod fut pasteur et où fut fondée la Fraternité Spirituelle des Veilleurs.

Dès leur fondation, les Veilleurs ont été des hommes et des femmes, des pasteurs et des fidèles du culte protestant. Aujourd'hui, tout en conservant son identité protestante, la Fraternité accueille également des chrétiens catholiques et orthodoxes.
Ceux qui désirent être membres commencent par une période de noviciat, qui prend fin le 31 décembre de l'année suivant celle de l'affiliation. Ce temps d'apprentissage est vécu en relation personnelle avec un parrain ou une marraine. Le cas échéant, il est suivi par le statut d'observant.
L'engagement est ensuite réitéré chaque année ; il est formalisé par la signature d'une carte de membre, dans le discernement et la prière personnelle. Les rencontres régionales de début d'année ou la rencontre générale comportent la réitération des principes de la communauté et la confirmation des engagements.

### Structuration et responsabilités
La Fraternité des Veilleurs est aujourd'hui principalement représentée en Europe francophone. Elle est structurée en une dizaine de régions, parmi lesquelles figurent la Belgique et la Suisse.
La direction est assumée par un-e prieur-e, en communion avec un conseil composé des responsables régionaux et de leurs adjoints. Le prieur n'est pas élu, mais reçoit vocation de son prédécesseur en accord avec le conseil.
Un bulletin trimestriel, Veillez, est publié depuis les origines de la Fraternité, et distribué à tous les membres ainsi qu'à ceux qui le demandent. Il propose des articles et des témoignages de membres de la Fraternité, informe des dates de rencontres régionales et nationales, et donne une liste de versets bibliques pour accompagner l'hommage du vendredi.
Une structure associative régie par la loi française de 1901 porte les questions matérielles : l'Association de Gestion des Veilleurs.
Il n'y a pas de charge salariée. Les frais de la Fraternité sont pris en charge par les libres dons des membres.

### Liens
Pasteur fortement engagé dans les débuts du mouvement œcuménique, Wilfred Monod ne souhaite pas faire des Veilleurs une communauté à part de l'Église, mais au contraire au cœur de l'Église, et sensible à sa diversité et son universalité. Monod est par ailleurs le fervent promoteur d'un engagement social chrétien. La Règle des Veilleurs le souligne :
« Le Veilleur est solidaire de toute l’Église et du monde lui-même, il ne s’en détache pas. Membre du corps du Christ, il assiste au culte de sa paroisse. Il veut être - discrètement et humblement - l’âme priante et agissante de l’Église et l’être avec d’autres (communautés et personnes). Il contribue ainsi à l’édifier sur le plan local et à l’unir sur le plan œcuménique ».
Depuis 2010 la Fraternité spirituelle des Veilleurs est membre de la Fédération protestante de France et participe à son Département des Communautés.

## Rayonnement spirituel

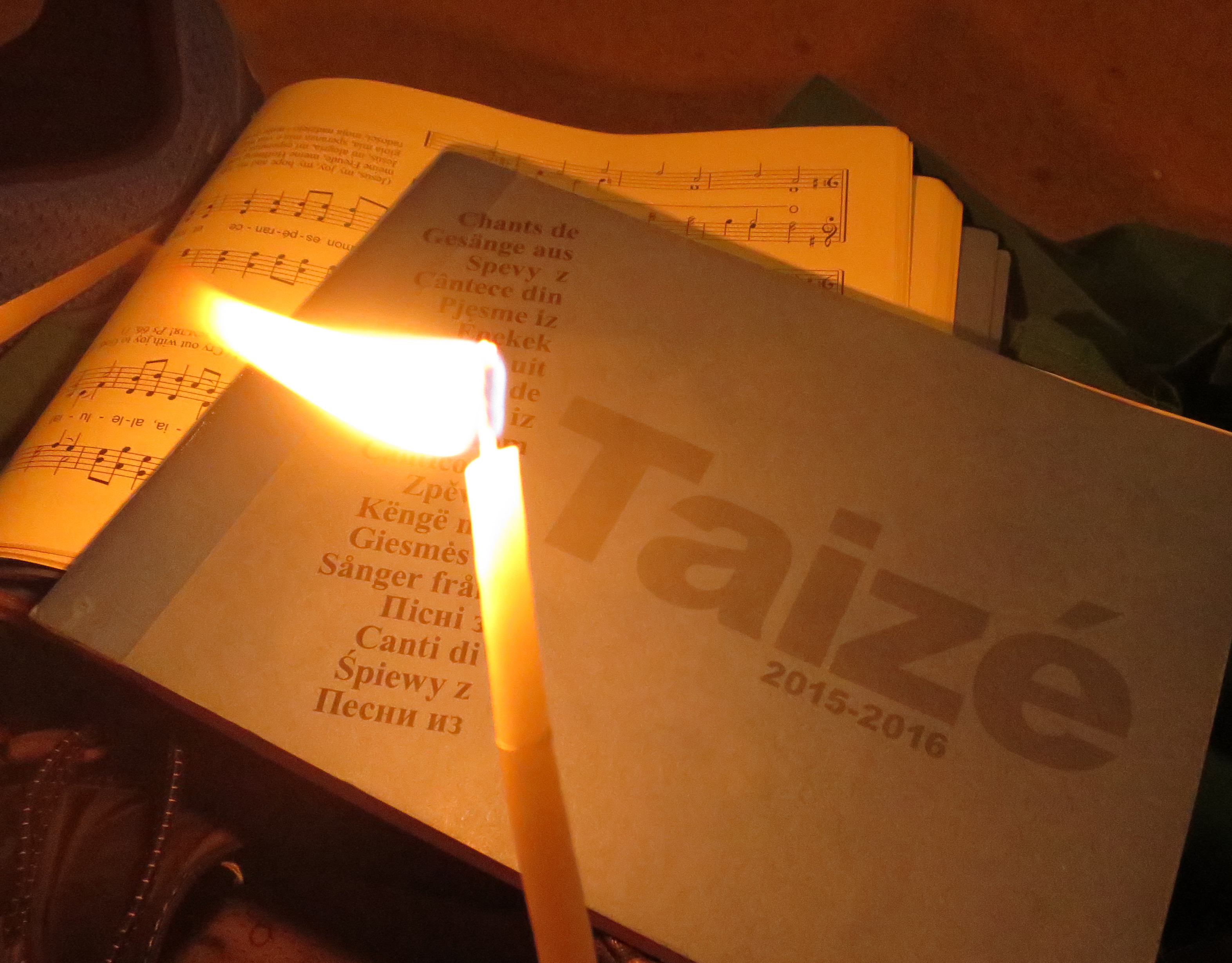
Prière à Taizé.

### Communautés issues du protestantisme
L'esprit des Veilleurs et la place centrale accordée aux Béatitudes ont inspiré directement plusieurs communautés protestantes nées dans les années 1940-1950. La devise « Joie, simplicité, miséricorde » est issue de la rencontre entre ces différentes communautés.
- En mai 1927, une veilleuse, Antoinette Butte, rencontre Wilfred Monod pour l'aider à discerner sa vocation[29]. Il la met en relation avec Diane de Watteville, une autre Veilleuse, et bientôt naît un lieu d'accueil spirituel et de retraite à Saint-Germain-en-Laye[30]. L’expérience se poursuit dans le sud de la France et naît en 1951 la communauté de Pomeyrol.
- Dans les années 1930, Geneviève Micheli[31] est une paroissienne de Wilfred Monod à l'Oratoire du Louvre à Paris. Avec trois autres femmes, toutes veilleuses, elles fondent la communauté de Grandchamp. La communauté a des liens importants avec Wilfred Monod, qui vient en 1938 pour une retraite lors des débuts du lieu[32].
- En 1944, Roger Schutz, plus tard fondateur de la communauté de Taizé, rédige une Introduction à la vie communautaire pour la communauté réformée évangélique de Cluny. L'ouvrage est imprégné de la méditation des Béatitudes, et cite plusieurs fois Wilfred Monod[33]. Ailleurs, Schutz écrit : « Pour nous solidariser avec les Veilleurs, nous avons remanié notre dernière Règle dont l'importance était toute franciscaine et nous sommes allés jusqu'à employer leurs expressions avec l'espoir de nous rattacher sur un point à une tradition très neuve certes, mais qui est une réponse à un des besoins présents de l'Église »[32],[34]. Il rédige le petit texte qui deviendra pour Taizé, Pomeyrol et Grandchamp un condensé de la règle communautaire : « Prie et travaille pour qu'Il règne / Que dans ta journée labeur et repos soient vivifiés par la Parole de Dieu / Maintiens en tout le silence intérieur pour demeurer en Christ / Pénètre-toi de l'Esprit des Béatitudes : Joie, Simplicité, Miséricorde. »

### Une figure: Théodore Monod

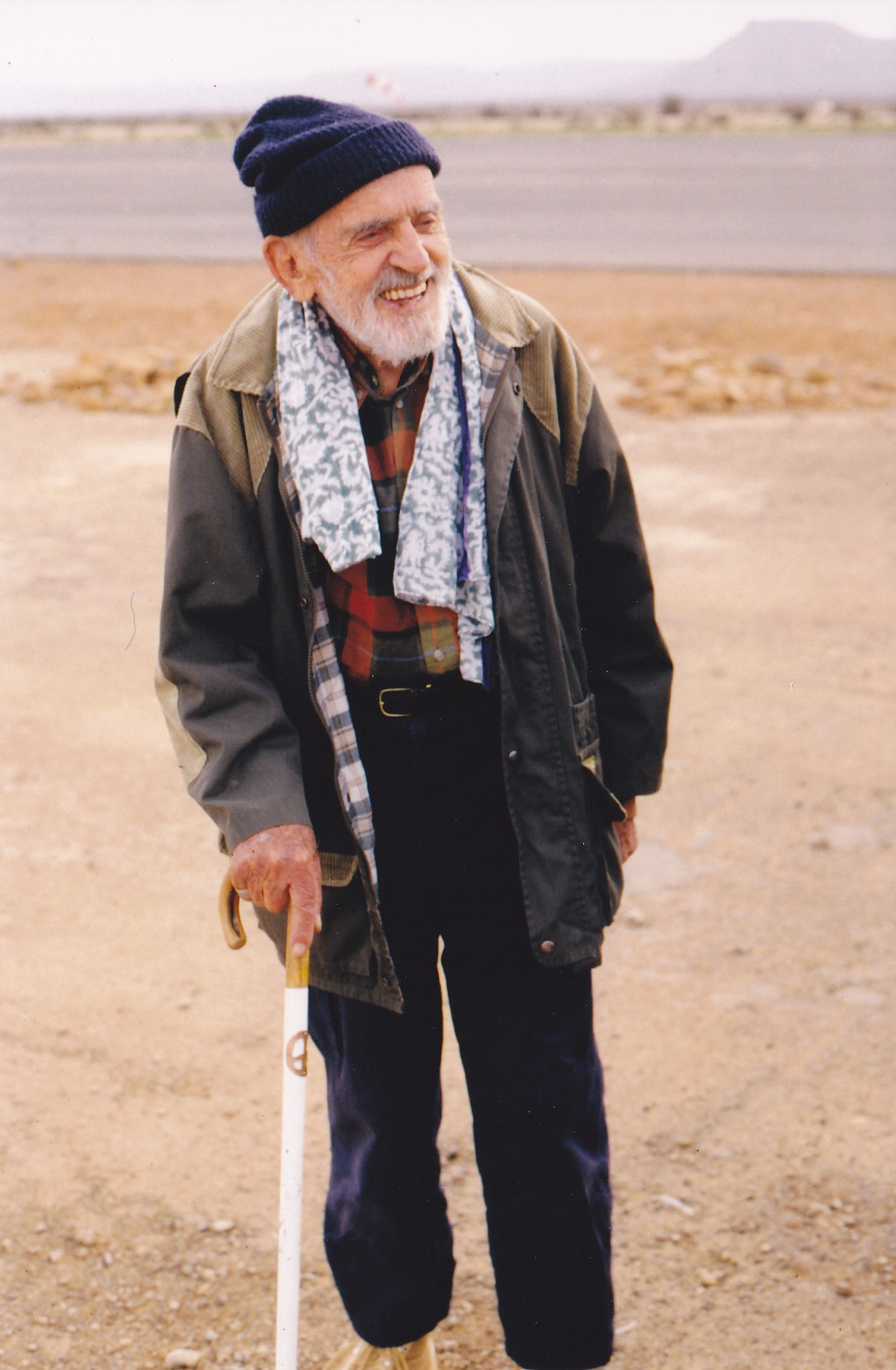
Théodore Monod en 1998.

Le fils de Wilfred Monod, Théodore Monod, a joué un rôle important dans la fondation et l'accompagnement de la Fraternité des Veilleurs. Figure devenue médiatique, il en a été aussi un témoin singulier.
À l'âge de vingt ans, il remet à son père un document dans lequel, écrit-il, « j'énumérais un certain nombre de décisions que j'avais prises personnellement pour orienter mon existence ». Ce sera l'occasion et le support de la fondation du Tiers-ordre.
Très vite appelé par le muséum national d'histoire naturelle à de multiples voyages et missions à travers le monde, il établit avec les Veilleurs une correspondance fidèle, soucieux d'éclairer et de soutenir ses compagnons. Ainsi en 1927, se recueillant devant l'ermitage de Charles de Foucauld dans le Hoggar, il s'exclame : "j'ai trouvé dans les archives du poste de Tamanrasset un gros cahier dactylographié où Charles de Foucauld avait rédigé les statuts d'une confrérie qui est une sorte de tiers-ordre, ouvert à tous, laïcs, célibataires ou non, ecclésiastiques: on y trouve des pages inspirées du plus pur esprit de saint François, sur l'humilité, la pauvreté, la sainteté du travail, qui mériteraient un jour d'être connues et qui seraient tout spécialement utiles aux Veilleurs".
En 1925, au Cameroun, il rédige le Livre de prière des Veilleurs, qui sera longtemps utilisé dans la Fraternité. Il y propose des prières pour les trois moments quotidiens de recueillement, qu'il appelle offices de la lumière, de la flamme et du parfum, ainsi que des liturgies pour diverses autres occasions.
Fidèle toute sa vie à son engagement de jeunesse, il récite chaque jour les Béatitudes en grec (langue originale du Nouveau Testament). Son éthique de vie, ses relations et ses engagements témoignent d'une appropriation personnelle des principaux éléments de la Règle des Veilleurs ouvrant à l'universel.
L'hommage du vendredi recommandé par les Veilleurs devient par exemple pour lui l'occasion d'un jeûne hebdomadaire de vingt-quatre heures, au sujet duquel il confie: « le vendredi me plaît, parce qu'il est aussi le jour sacré de l'islam, ce qui me permet d’évoquer mes frères musulmans, comme nous nous trouvions associés pendant la guerre d’Algérie à ces derniers, quand Louis Massignon organisait des jeûnes pour la paix. Les résultats de ce que l’on fait ne sont pas toujours très visibles, mais j’estime que le peu qu’on peut faire, j’ajoute le très peu qu’on peut faire pour la paix, (…) il faut le faire quand même ».